# Volksbank im Wesertal
Die Volksbank im Wesertal eG ist eine deutsche Genossenschaftsbank mit Sitz im niedersächsischen Flecken Coppenbrügge im Landkreis Hameln-Pyrmont.

## Geschichte
Die heutige Volksbank im Wesertal eG entstand im Jahr 2013 durch die Fusion der Volksbank am Ith eG mit dem Sitz in Coppenbrügge mit der Volksbank Aerzen eG mit dem Sitz in Aerzen. Die ehemalige Spar- und Darlehnskasse Coppenbrügge gilt dabei mit dem Gründungsdatum 31. Dezember 1886 als das älteste Vorgängerinstitut der heutigen Bank.
Zuvor fusionierte im Jahr 1994 die Volksbank Saaletal eG mit dem Sitz in Salzhemmendorf mit der Volksbank Coppenbrügge eG. mit dem Sitz in Coppenbrügge zur Volksbank am Ith eG. Die Volksbank Coppenbrügge eG fusioniert im Jahr 1981 bereits mit der Spar- und Darlehnskasse Bisperode eG mit dem Sitz in Bisperode und als Volksbank Coppenbrügge eGmbH im Jahr 1970 mit der Spar- und Darlehnskasse Groß Hilligsfeld eGmbH mit dem Sitz in Groß Hilligsfeld. 
Durch die Fusion der Spar- und Darlehnskasse Wallensen eG mit dem Sitz in Wallensen im Jahr 1977 mit der Volksbank Lauenstein eG mit dem Sitz in Lauenstein und der Volksbank Oldendorf-Benstorf eG mit dem Sitz in Oldendorf entstand die Volksbank Saaletal eG.
Die Volksbank Aerzen eG. entstand im Jahr 1986 aus der Fusion der Volksbank eG Aerzen/Groß Berkel mit dem Sitz in Aerzen mit der Volksbank Hemeringen eG mit dem Sitz in Hemeringen. Im Jahr 1977 fusionierte die Volksbank Aerzen eG mit der Volksbank Groß Berkel eG mit dem Sitz in Groß Berkel zur Volksbank eG Aerzen/Groß Berkel. Die Volksbank Hemeringen eG fusionierte im Jahr 1967 als damalige Spar- und Darlehnskasse Hemeringen eGmbH mit der Spar- und Darlehnskasse Goldbeck eGmbH mit dem Sitz in Goldbeck.

## Rechtsverhältnisse
Die Volksbank im Wesertal eG ist im Genossenschaftsregister beim Amtsgericht Hannover unter GnR 100004 eingetragen.

## Organisationsstruktur
Rechtsgrundlagen sind das Genossenschaftsgesetz und die durch die Generalversammlung beschlossene Satzung. Organe der Bank sind der Vorstand, der Aufsichtsrat und die Generalversammlung.

## Sicherungseinrichtung
Die Volksbank im Wesertal eG ist der amtlich anerkannten Sicherungseinrichtung des Bundesverbandes der Deutschen Volksbanken und Raiffeisenbanken GmbH und der zusätzlichen freiwilligen Sicherungseinrichtung des Bundesverbandes der Deutschen Volksbanken und Raiffeisenbanken e.V. angeschlossen.

## Geschäftsausrichtung
Die Volksbank im Wesertal eG betreibt das Universalbankgeschäft. Sie gehört zur genossenschaftlichen FinanzGruppe und bietet somit als Allfinanzdienstleister eine breite Palette an Finanzdienstleistungen aus einer Hand an. Im Verbundgeschäft arbeitet sie mit der DZ Bank, R+V Versicherung, Bausparkasse Schwäbisch Hall, Teambank, VR Smart Finanz, Münchener Hypothekenbank, DZ Hyp und der Union Investment zusammen.

## Geschäftsgebiet
Das Geschäftsgebiet liegt im Osten und Westen des Landkreises Hameln-Pyrmont.
An diesen Orten betreibt die Bank Filialen:
- Coppenbrügge (Hauptstelle, jur. Sitz)
- Aerzen (Geschäftsstelle)
- Salzhemmendorf (Geschäftsstelle)
- Hemeringen (SB-Geschäftsstelle)
- Bisperode (SB-Geschäftsstelle)